# Kevlar
Kevlar là nhãn hiệu đăng ký cho một sợi tổng hợp para-aramid, liên quan đến aramit khác như Nomex và Technora. Được phát triển tại DuPont vào năm 1965, vật liệu cường độ cao này đã được sử dụng thương mại đầu tiên vào đầu năm 1970 như là một thay thế cho thép trong lốp xe đua. Thông thường nó được se thành sợi dây thừng hoặc tấm vải có thể được sử dụng như thế hoặc như một thành phần trong các thành phần vật liệu composite.
Kevlar là một loại sợi có cấu trúc mạch dài và định hướng cao. Sợi Kevlar có độ bền gấp 5 lần thép nhưng cũng rất dẻo dai nên thường được sử dụng làm vật liệu chế tạo áo giáp chống đạn. Hiện nay, Kevlar có nhiều ứng dụng khác nhau, từ lốp xe đạp và đua, thuyền buồm, áo giáp, vì tỷ lệ sức bền kéo so với trọng lượng cao, mạnh hơn 5 lần thép trên cơ sở cùng trọng lượng. Kevlar cũng được sử dụng để làm cho các mặt trống hiện đại chịu được tác động cao. Khi được sử dụng như một vật liệu dệt, nó phù hợp cho các dây buộc tàu và các ứng dụng dưới nước khác.
Một sợi tương tự được gọi là Twaron với cùng một cấu trúc hóa học đã được phát triển bởi Công ty Akzo vào những năm 1970, sản xuất thương mại bắt đầu vào năm 1986, và Twaron hiện được sản xuất bởi Teijin.

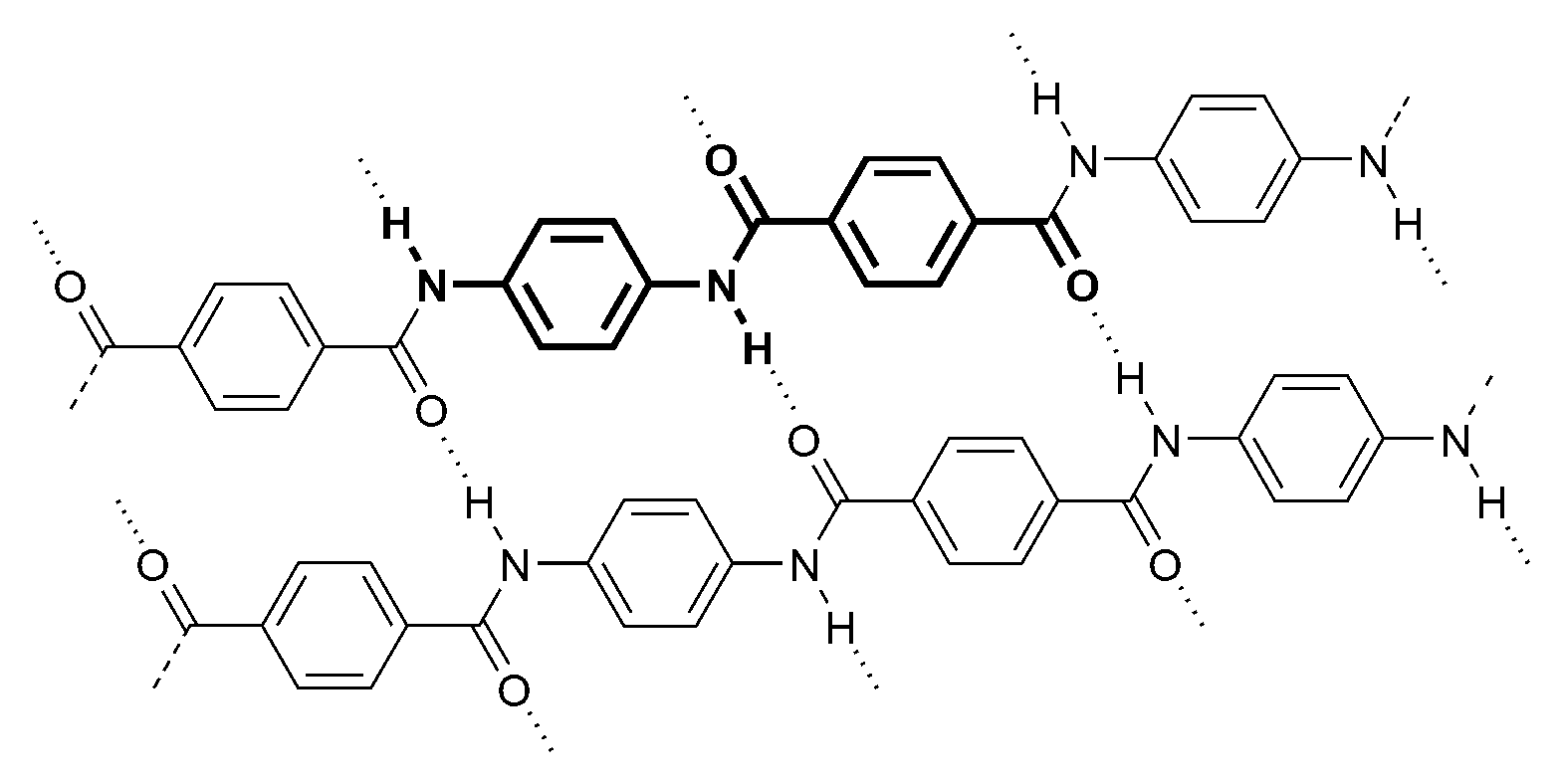
Cấu hình mắt xích các phân tử của tơ kevlar